# Adrian Henri
Adrian Maurice Henri (* 10. April 1932 in Birkenhead, Merseyside, England; † 20. Dezember 2000) war ein britischer Dichter, der neben Roger McGough und Brian Patten den Mersey Sound genannten Stil junger Poeten Ende der 1960er Jahre vertrat.

## Biografie
Seine ersten Gedichte erschienen 1967 zusammen mit Werken von Brian Patten und Roger McGough in dem außergewöhnlich erfolgreichen zehnten Band von Penguin Modern Poets 10 unter dem Titel The Mersey Sound und gehörte damit neben McGough und Patten zu den sogenannten „Liverpool Poets“. Der Band war so erfolgreich, dass er 1974 und 1983 in erweiterten Neuauflagen erschien.
Der Erfolg des Buchs führte dazu, dass er zwischen 1968 und 1970 mit der multimedialen künstlerischen Performance-Gruppe Liverpool Scene auftrat.
Sein umfangreichstes Werk ist die forschend ehrliche und zugleich unbeeinflusste Anthologie Autobiography (1971). Zu seinen späteren Gedichtbänden gehören The Best of Henri (1975), From the Loveless Motel (1980), Penny Arcade (1983), Wish You Were Here (1990) und Not Fade Away (1994). Gemeinsam mit der schottischen Dichterin Carol Ann Duffy veröffentlichte er 1977 den Gedichtband Beauty and the Beast.
2000 gehörte er zu den Trägern des von der Society of Authors verliehenen Cholmondeley Award.
Neben seiner schriftstellerischen Tätigkeit war er auch als Maler tätig, wobei seine Arbeiten die gleiche unmittelbare Pop-Art-Kultur wie seine literarischen Werke beinhalteten.

## Gruppenausstellungen
- 2012: Happiness is a warm gun. Kunstperspektiven in Liverpool und Köln, Kulturwerk des BBK im Stapelhaus (Köln)

## Hintergrundliteratur
- Jonathan Raban: The Society of the Poem. Harrap, London 1971, ISBN 0-245-50799-X.